# Andrej Warankou
Andrej Warankou (belarussisch Андрэй Варанкоў; * 8. Februar 1989 in Masyr) ist ein belarussischer Fußballspieler.

## Karriere

### Verein
Voronkov entstammt der Jugend vom FK Slawija-Masyr. 2007 rückte er in die Reservemannschaft von Dynamo Kiew auf, für die der Stürmer in den folgenden zwei Jahren auf Torejagd ging. 2009 verlieh ihn der Klub an den in die Premjer-Liha aufgestiegenen Lokalrivalen Obolon Kiew. Nach seiner Rückkehr erneut nur in der Reservemannschaft, wurde er 2010 erneut verliehen. Dieses Mal lief er für den Erstligisten Krywbas Krywyj Rih auf.

### Nationalmannschaft
Voronkov machte früh die Verantwortlichen des belarussischen Verbandes auf sich aufmerksam und spielte in diversen Juniorennationalmannschaften. 2007 debütierte er als Nachwuchsspieler in der A-Nationalmannschaft, konnte sich hier aber nicht dauerhaft festspielen. Mit der belarussischen U-21-Mannschaft qualifizierte er sich für die U-21-Europameisterschaft 2011. Dort erreichte die Auswahl als Gruppenzweiter hinter der Schweizer U-21-Nationalmannschaft das Halbfinale, in dem sie nach Verlängerung am späteren Titelgewinner Spanien scheiterte. In dem Spiel hatte er seine Farben in Führung gebracht, erst kurz vor Ende der regulären Spielzeit konnten die Südeuropäer ausgleichen. Im für die Qualifikation zu den Olympischen Spielen 2012 kurzfristig zusätzlich anberaumten Spiel um den dritten Platz gegen Tschechien avancierte sein Teamkollege Jahor Filipenka zum Matchwinner, der mit seinem entscheidenden Tor zum 1:0-Erfolg die Olympiateilnahme sicherte.

## Erfolge
Brunei DPMM FC
- Singapurischer Meister: 2019

## Auszeichnungen
Singapore Premier League
- Torschützenkönig 2019 (21 Tore/DPMM FC)